# Papà, non mettermi in imbarazzo!
Papà, non mettermi in imbarazzo! (Dad Stop Embarrassing Me!) è una serie televisiva statunitense del 2021 ideata da Bentley Kyle Evans.
Il 18 giugno 2021, Netflix ha annunciato la cancellazione della serie.

## Trama
Sasha Dixon, un'adolescente di 15 anni va a vivere con il padre Brian. I due dovranno adattarsi alla convivenza, specialmente Brian.

## Episodi
| Stagione       | Episodi | Pubblicazione USA | Pubblicazione Italia |
| -------------- | ------- | ----------------- | -------------------- |
| Prima stagione | 8       | 2021              | 2021                 |

## Produzione

### Pre-produzione
Il 1º settembre 2020, Netflix ha dato un ordine di produzione alla serie. Lo stesso giorno è stato reso noto che quest'ultima sarebbe stata creata da Bentley Kyle Evans e prodotta da Corinne Foxx e Alex Avant, con Ken Whittingham alla regia.

### Cast
In seguito all'annuncio dell'ordine della serie, è stato comunicato che Jamie Foxx era stato scelto per il ruolo del protagonista insieme a Kyla-Drew, David Alan Grier, Porscha Coleman e Jonathan Kite.

## Promozione
Il trailer è stato pubblicato il 18 marzo 2021.

## Distribuzione
La serie è uscita sulla piattaforma di streaming Netflix il 14 aprile 2021.

## Accoglienza

### Critica
Sull'aggregatore di recensioni Rotten Tomatoes la prima stagione ottiene il 18% delle recensioni professionali positive, con un voto medio di 4,98 su 10 basato su 14 critiche; il consenso del sito recita: "Foxx fa ridere, ma la serie no". Su Metacritic ha un punteggio di 49 su 100 basato su 10 recensioni.